# Forficulidae
I forficulidi (Forficulidae Latreille, 1810) sono una famiglia di insetti dell'ordine dei dermatteri.

## Descrizione

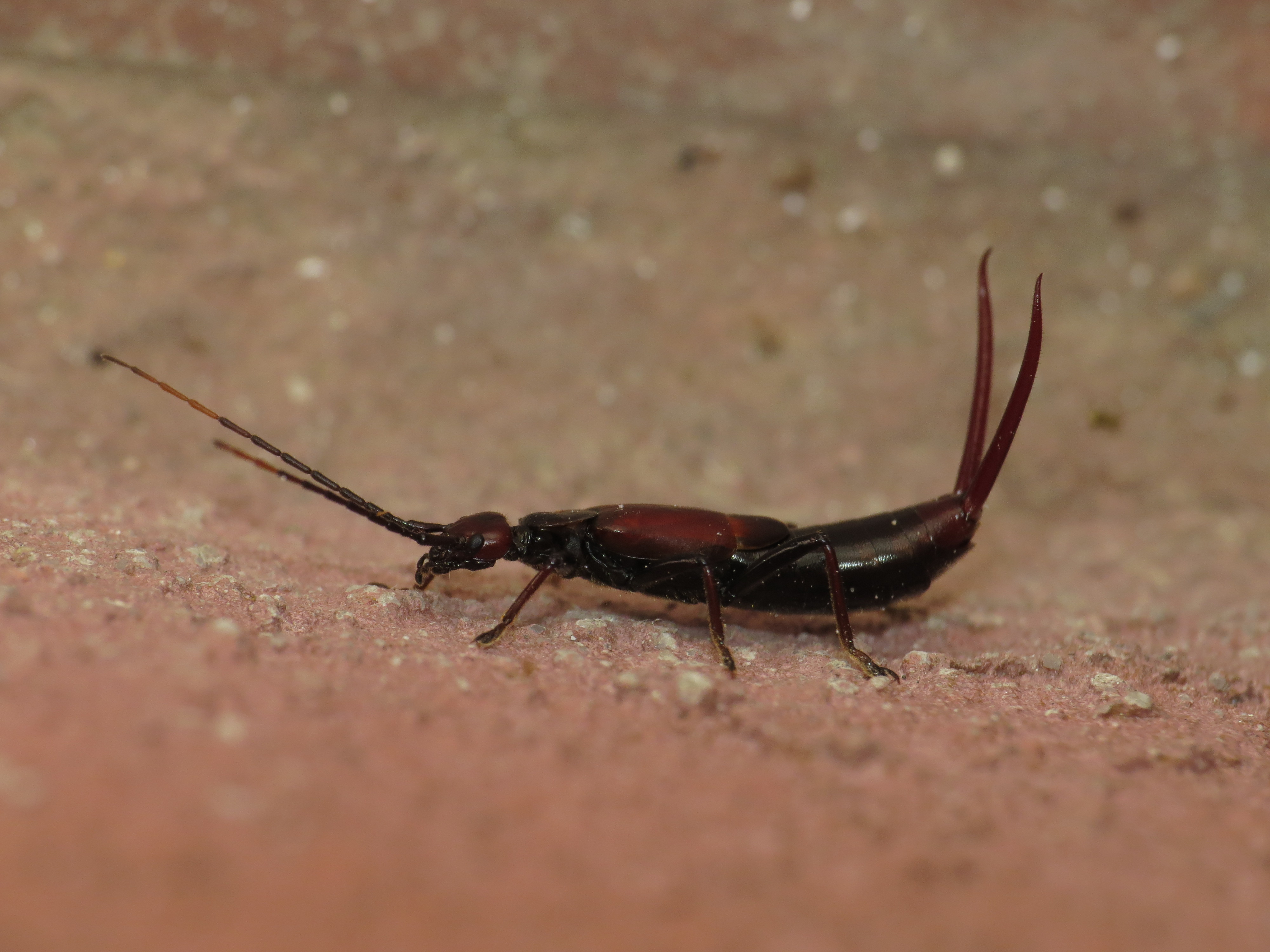
Timomenus komarowi

I forficulidi hanno un'ampia variabilità nelle dimensioni corporee e nella forma dei cerci: dritti nella femmina e arcuati nel maschio. Le ali posteriori sono perfettamente funzionanti ma usate raramente. Hanno un'alimentazione fito-zoofaga. Costruiscono il loro nido nel terreno, le uova sono deposte a fine inverno e accudite dalla madre.